# Paranacis brunnea
Paranacis brunnea är en stekelart som beskrevs av Ian D. Gauld 1984. Paranacis brunnea ingår i släktet Paranacis och familjen brokparasitsteklar. Inga underarter finns listade i Catalogue of Life.